# Culture de Karanovo

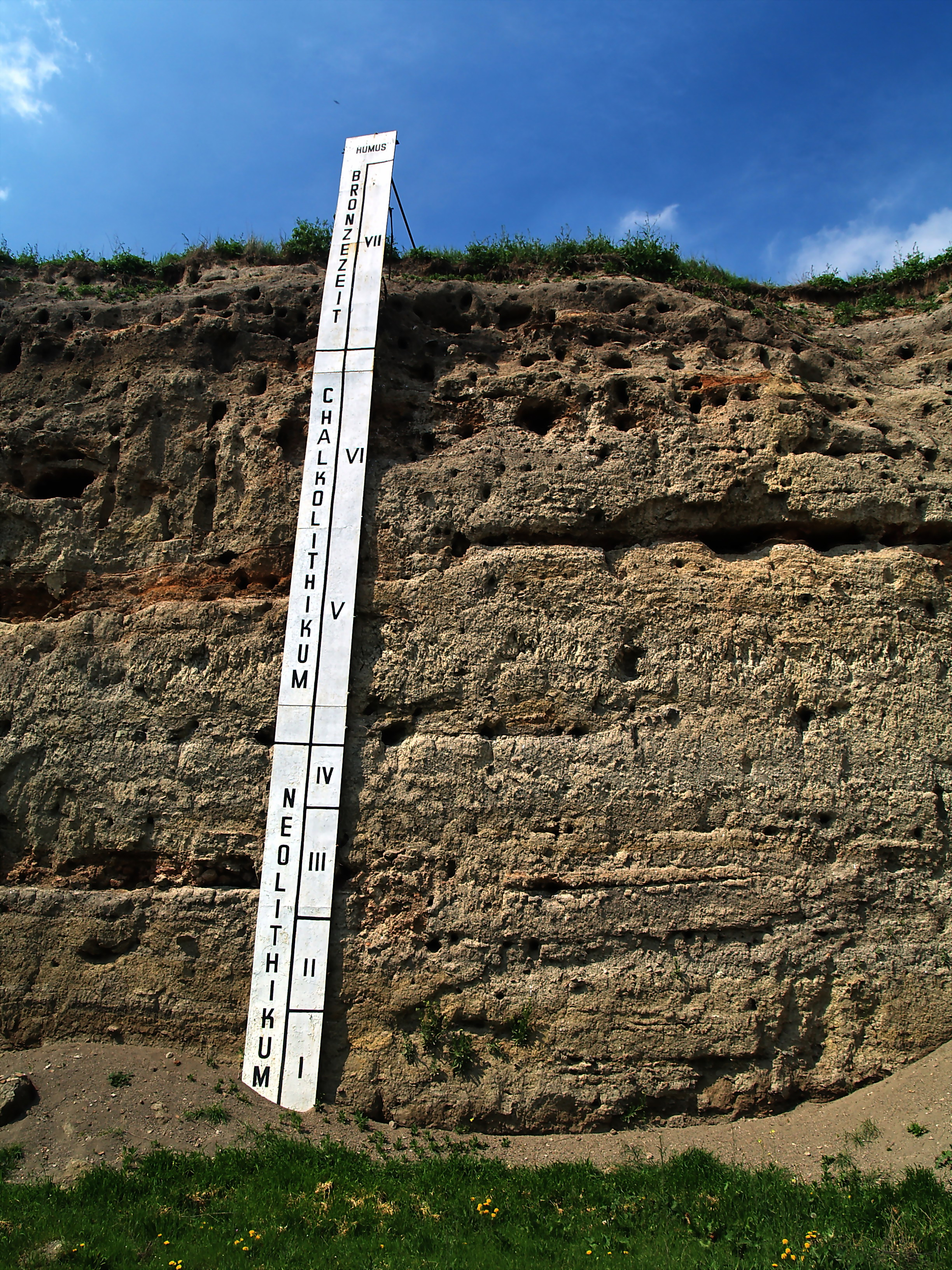
Les différents niveaux archéologiques du site de Karanovo

Néolithique moyen en Europe.

La culture de Karanovo est une culture archéologique qui s'est épanouie en Bulgarie durant la période néolithique, entre 6 200 et 4 000 av. J.-C.

## Aire géographique
La culture de Karanovo s'est développée dans la région de Sliven, au centre de la Bulgarie. 

## Site éponyme
Cette culture doit son nom au site archéologique de Karanovo, qui est un castro dominant une colline, composé de 18 bâtiments pour environ une centaine d'habitants. Le site archéologique occupe une superficie de 24 000 m2. Sa profondeur est de 13 m, son extension 250 × 150 m. La ville la plus proche est Nova Zagora. Le castro fut habité pendant plus de 3 000 ans.

## Caractéristiques
Parmi les principales caractéristiques de la culture de Karanovo sont la poterie peinte en blanc et des récipients peints en noir obtenus à partir du tell. Ces artefacts sont particulièrement associés à la première et seconde phase de cette culture.

## Chronologie
Les fouilles archéologiques ont été conduites par l'Institut archéologique de Bulgarie et l'Université de Salzbourg. Elles ont permis d'identifier sept couches ou niveaux archéologiques :
- Karanovo I-II : Néolithique ancien II, vers 6200-5500
- Karanovo III-IV : Néolithique ancien III, vers 5500-4950
- Karanovo V / Maritsa : Néolithique moyen I, vers 4950-4500
- Karanovo VI : Néolithique moyen II, Âge du cuivre, vers 4500-4000
- Karanovo VII : Néolithique récent I, Âge du cuivre, environ 4000 - ?